# 646 Касталія
646 Касталія (646 Kastalia) — астероїд головного поясу, відкритий 11 вересня 1907 року Августом Копфом у Гейдельберзі.